# فرودگاه المیرا
فرودگاه المیرا (به انگلیسی: Elmira Airport) یک فرودگاه خصوصی است که یک باند فرود آسفالت و چمن دارد و طول باند آن ۷۹۲ متر است. این فرودگاه در شهر المیرا، کانادا کشور کانادا قرار دارد و در ارتفاع ۳۸۱ متری از سطح دریا واقع شده است.